# Sad Lovers and Giants
Sad Lovers and Giants — постпанк-группа, основанная в 1981 году в Уотфорде, Англия.

## История
Группа выпустила два альбома «Epic Garden Music» (1982) и «Feeding the Flame» (1983), после чего распалась. В 1986 году была собрана вновь с изменённым составом и выпустила альбомы «The Mirror Test» в 1987 году, «Headland» в 1990 и «Treehouse Poetry» в 1991 году. После банкротства их издателя «Midnight Music», группа распалась вновь. В 2002 году был выпущен альбом «Melting in the Fullness of Time».

## Состав
Оригинальный состав: 
- Garçe (вокал),
- Tristan Garel-Funk (гитара),
- Tony McGuinness (гитара),
- Cliff Silver (бас),
- Ian Gibson (бас),
- David Wood (клавишные, саксофон),
- Juliet Sainsbury (клавишные),
- Nigel Pollard (ударные).

## Дискография

### Альбомы
- 1982 Epic Garden Music CHIME 00.01 (Midnight Music)
- 1983 Feeding the Flame|Feeding the flame CHIME 00.03 (Midnight Music)
- 1984 In the Breeze CHIME 00.07 (Midnight Music)
- 1986 Total Sound CHIME 00.22 (Midnight Music)
- 1987 The Mirror Test CHIME 00.30 (Midnight Music)
- 1988 Les Années Vertes CHIME 00.40 (anthology — Midnight Music)
- 1990 Headland CHIME 01.10 (Midnight Music)
- 1991 Treehouse Poetry CHIME 01.20 (Midnight Music)
- 1996 E-mail from Eternity (The Best of Sad Lovers & Giants) CDMGRAM 104 (Anagram Records, distributed by Cherry Red)
- 2000 La Dolce Vita (Sad Lovers & Giants Live in Lausanne) VKR001CD (Voight-Kampff Records)
- 2001 Headland and Treehouse Poetry VKR002CD (Voight-Kampff Records)
- 2002 Melting in the Fullness of Time VKR003CD (Voight-Kampff Records)

### 12" синглы
- Man of Straw (DONG 5) «Man of Straw», «Cow Boys (version)», «Close to the Sea»
- Seven Kinds of Sin (DONG 31) «Seven Kinds of Sin», «The Outsider», «Ours to Kill»
- White Russians (DONG 34) «White Russians», «A Map of My World», «Life Under Glass»
- Cow Boys (DONG 36)
- Sleep / A Reflected Dream (DONG 40) with The Essence
- Clocks Go Backwards (DONG 59)

### 7" синглы
- Clé LM 003 (Last Movement) «Imagination», «When I See You», «Landslide»
- Colourless Dream LM 005 (Last Movement) «Colourless Dream», «Things We Never Did»
- Lost in a Moment DING 1 (Midnight Music) «Lost in a Moment», «The Tightrope Touch»
- Man of Straw DING 5 (Midnight Music0 «Man of Straw», «Cow Boys»